# Sanjay Patel
Sanjay Patel es un animador e ilustrador estadounidense que ha trabajado en el departamento de animación de varios proyectos, la mayoría de ellos películas animadas estrenadas por Pixar.

## Primeros años
Nacido en Londres, Reino Unido, de padres indios gujarati, Patel se mudó a los Estados Unidos con su familia a la edad de cuatro años. Su padre compró un motel en San Bernardino, California y Patel creció allí.

## Carrera
Es conocido por dirigir el cortometraje de animación Sanjay's Super Team (2015) inspirado en la propia infancia de Patel, que recibió una nominación en la categoría de Mejor Cortometraje de Animación en la 88.ª edición de los Premios de la Academia y a Mejor cortometraje animado en la 43.ª edición de los Premios Annie.
Desde 1996, Patel ha trabajado como animador en películas de Pixar como Monsters, Inc. (2001), Ratatouille (2007), Cars (2006), Monsters University (2013), Toy Story 2 (1999) y Los Increíbles (2004) y se desempeñó como desarrollador de personajes en las dos últimas películas. También es autor de Ramayana: Divine Loophole, prestando un estilo de ilustración caprichoso y una voz alegre a la epopeya hindú, Ramayana.
Patel también fundó Ghee Happy, una marca que celebra la mitología y la cultura indias a través del diseño y la narración. Ghee Happy produce libros, exhibiciones y ropa. También es una serie animada original de Netflix. El programa animado vuelve a imaginar a las deidades hindúes como niños pequeños que descubren sus poderes en una guardería de deidades llamada Ghee Happy. A partir de 2021, la serie aún no se ha estrenado y se desconoce el estado. Desde entonces Patel ha trabajado en su primer largometraje sin título con Pixar en su debut direccional.

## Filmografía
| Año       | Título                                         | Notas |
| --------- | ---------------------------------------------- | --- |
| 1996-1997 | Los Simpson                                    | Grade School Confidential (artista de diseño de personajes) y Milhouse dividido (maquetador de personajes) |
| 1998      | Bichos: Una aventura en miniatura              | Diseñador y animador de personajes                                                                         |
| 1999      | Toy Story 2                                    | Artista de historia y animador                                                                             |
| 2001      | Monsters, Inc.                                 | Artista de historia y animador                                                                             |
| 2004      | Los Increíbles                                 | Artista de historia y animador                                                                             |
| 2007      | Ratatouille                                    | Animador                                                                                                   |
|           | Your Friend the Rat                            | Diseñador de personajes                                                                                    |
| 2010      | Toy Story 3                                    | Corrección y animación                                                                                     |
| 2011      | Cars 2                                         | Corrección y animación                                                                                     |
| 2013      | Monsters University                            | Desarrollo y animación de personajes                                                                       |
| 2015      | Sanjay Super Team                              | Guionista y director                                                                                       |
| 2018      | Los Increíbles 2                               | Artista de historia                                                                                        |
|           | Colección de cortometrajes de Pixar, volumen 3 | Voz |
| TBA       | Película sin título de Pixar                   | Guionista y director                                                                                       |

## Premios y distinciones
Premios Óscar
| Año  | Categoría                  | Película            | Resultado |
| ---- | -------------------------- | ------------------- | --------- |
| 2016 | Mejor cortometraje animado | Sanjay’s Super Team | Nominado  |